# Chiesa di San Francesco d'Assisi (Sanluri)
La chiesa di San Francesco d'Assisi, conosciuta anche come chiesa dei Cappuccini, è una chiesa cattolica di Sanluri ubicata in Via Padri Cappuccini.
Costruita assieme a un convento in età spagnola dall'ordine dei frati minori cappuccini nei primi anni del '600, è dedicata al culto di San Francesco d'Assisi.

## Storia
La chiesa fu costruita insieme al convento durante l'età spagnola. Le pratiche per l'apertura del convento risultavano già presenti nel 1608, anno in cui i Superiori della Provincia monastica di Cagliari presentarono la richiesta all'Arcivescovo della diocesi. Come zona di fondazione fu scelta una piccola collina che sovrastava l'allora città medioevale di Sanluri, zona non lontana dalla località "Sa pott' e sucasteddu". L'ubicazione era ideale in quanto si trovava abbastanza distante dalla città da poter essere un luogo silenzioso di ritiro, ma comunque abbastanza vicina ad essa da poter dare assistenza alla popolazione. L'anno successivo, nel 1609, viene posata la prima pietra con l'approvazione dell'Arcivescovo Francesco Desquievel. I lavori di costruzione procedettero rapidamente col supporto del vicario parrocchiale don Pietro Pilaris, i finanziati dal marchese di Laconi e le donazioni della popolazione sanlurese stessa. Sebbene non si conosca l'esatta data di completamento della costruzione, si sa che nel 1637 la chiesa risultava già completata.
Nel 1642, lo scalpellino Sanluri Francesco Medda venne incaricato di eseguire dei lavori nel coro della chiesa.
Nel 1672 la marchesa di Laconi Dona Maria di Castelvy, vi fa costruire, per devozione personale, una cappella dedicata al culto di Sant'Antonio da Padova (oggi dedicata invece alla Beata Vergine Immacolata).
Durante il periodo di Papa Innocenzo XI i frati si adeguarono alle disposizioni governative che resero obbligatoria la lingua spagnola nelle conversazioni, nella predicazione e nelle corrispondenze dirette con i Superiori d'Italia, quindi gli atti ufficiali della provincia cappuccina della Sardegna, i registri di amministrazione dei conventi, gli atti di vestizione e di professione religiosa cominciarono ad essere redatti in spagnolo, anche se si inizialmente venne adottato il catalano.
Il 27 ottobre 1708 i congiunti Giovanni Pittau e Caterina Pinna donarono una somma sufficiente a costruirvi una biblioteca ed altri ambienti di cui necessitava la comunità.
Nel 1866, in seguito alle Leggi Siccardi emanate dal governo del Regno d'Italia, i frati vennero espulsi dal convento e nel 1868 il governo lo offrì gratuitamente al Comune di Sanluri insieme agli orti adiacenti per la fondazione di una scuola agraria. L'offerta venne accettata ed il 20 settembre dello stesso anno il Demanio regio bandì un'asta per il convento che si concluse con la cessione di esso per 170 lire annue a Padre Ermenegildo Cinesu. Successivamente fu di nuovo messo all'asta ed il 2 luglio 1874 venne acquistato a rate da Stefano Demuro di Sanluri per poi ridare la proprietà ai frati nella persona del suo amico Padre Luigi Maria Agus da Ghilarza.
Il 13 settembre 1875 furono venduti dall'ufficio del registro di Sanluri alcuni beni precedentemente confiscati al convento tramite le Leggi Siccardi, ovvero una predella, una panca e due simulacri.
Nel 1939 la chiesa subì danni gravi causati da un uragano che la lasciarono scoperchiata e con la facciata cadente. Fra il 1939 ed il 1940 fu quindi parzialmente demolita e ricostruita col contributo dei cittadini di Sanluri e dei paesi vicini.
Nel 1991 nell'ala interna del convento nacque un museo detto "Museo etnografico dei cappuccini" in cui sono esposti arredi sacri, documenti storici d'archivio, antichi strumenti dei laboratori di fisica, reperti archeologici, ecc.

## Persone illustri legate al convento
Al convento, che fu scelto come luogo di noviziato dove i nuovi frati potessero iniziare il tirocinio di formazione alla vita religiosa, vi sono legate alcune persone illustri, esse sono:
- Padre Antonio Maria da Esterzili (1644 – 1727), frate cappuccino e noto proto-drammaturga e commediografo sardo. Dimorò nel convento mentre scriveva le note Commedias (le sacre rappresentazioni della Passione di Cristo)[10][14].
- Sant'Ignazio da Laconi (1701 – 1781), frate cappuccino sardo venerato come santo. Mentre era in vita peregrinò anche nel convento di Sanluri[8].
- Antoine-Claude Pasquin Valéry (1789 – 1847), noto scrittore francese. Dimorò nel convento e nel suo diario, dove descrive il suo viaggio in Sardegna, ringraziò i frati per averlo ospitato[10].
- Il Beato fra Nicola da Gesturi (1882 – 1958), frate cappuccino sardo venerato come santo. Durante il suo Noviziato (1914) venne trasferito nel convento dove il 1º novembre del 1914, festa di Tutti i Santi, fra Nicola emise la professione semplice e il 16 febbraio 1919 quella solenne[8][10]. Egli passò nel convento sanlurese i primi 10 anni di vita religiosa[8].

## Descrizione

### Struttura originaria
L'impianto conventuale in origine fu edificato con uno stile consono a quello delle costruzioni dei cappuccini di quel periodo. Ma nel corso della storia sia chiesa che convento subirono varie modifiche come ampliamenti e restauri che ne hanno cambiato la forma originaria.
La chiesa in origine era costituita da un'aula rettangolare, ad una sola navata con due o tre cappelle sul lato sinistro (costruite in periodi diversi). Il presbiterio era separato dal coro (ad esso retrostante) ma comunque comunicante con esso tramite delle aperture. Al coro era collegato il convento addossato al lato destro della chiesa; quest'ultimo è composto da un chiostro quadrangolare con arco a tutto sesto e pozzo centrale.
Dell'originaria struttura seicentesca si conserva solamente la prima cappella nella navata sinistra (oggi dedicata alla Beata Vergine Immacolata).

### Struttura attuale
La facciata anteriore della chiesa non è originaria del '600 bensì è frutto di trasformazioni più recenti, ed oggi è a capanna e col portale centrale sovrastato da una lunetta a sesto acuto e semplice oculo.
La chiesa oggi ha tre navate: quella centrale con una volta a botte e quelle laterali con volte a crociera. Le navate laterali hanno 3 cappelle ognuna, quelle di sinistra sono dedicate all'Immacolata, a Sant'Elisabetta d'Ungheria ed a San Giuseppe, mentre quelle di destra (che sono frutto di un ampliamento avvenuto durante il restauro del 1939-1940, che ha conseguito la riduzione del chiostro adiacente) sono dedicate a Sant'Antonio da Padova, a Sant'Ignazio da Laconi e al Sacro Cuore di Gesù. Presbiterio (con volte a crociera) e coro (con volte a botte) sono separati da un tramezzo rivestito in legno. Nel restauro del 1939-1940 sono state anche demolite e ricostruite le volte della navata del presbiterio.
Nel secondo piano, che è separato dal primo da una balconata, vi sono tre nicchie. Nel terzo piano vi è un parallelepipedo che fa da supporto alla cuspide che termina con un globo con la croce.